# Senegalia montis-usti

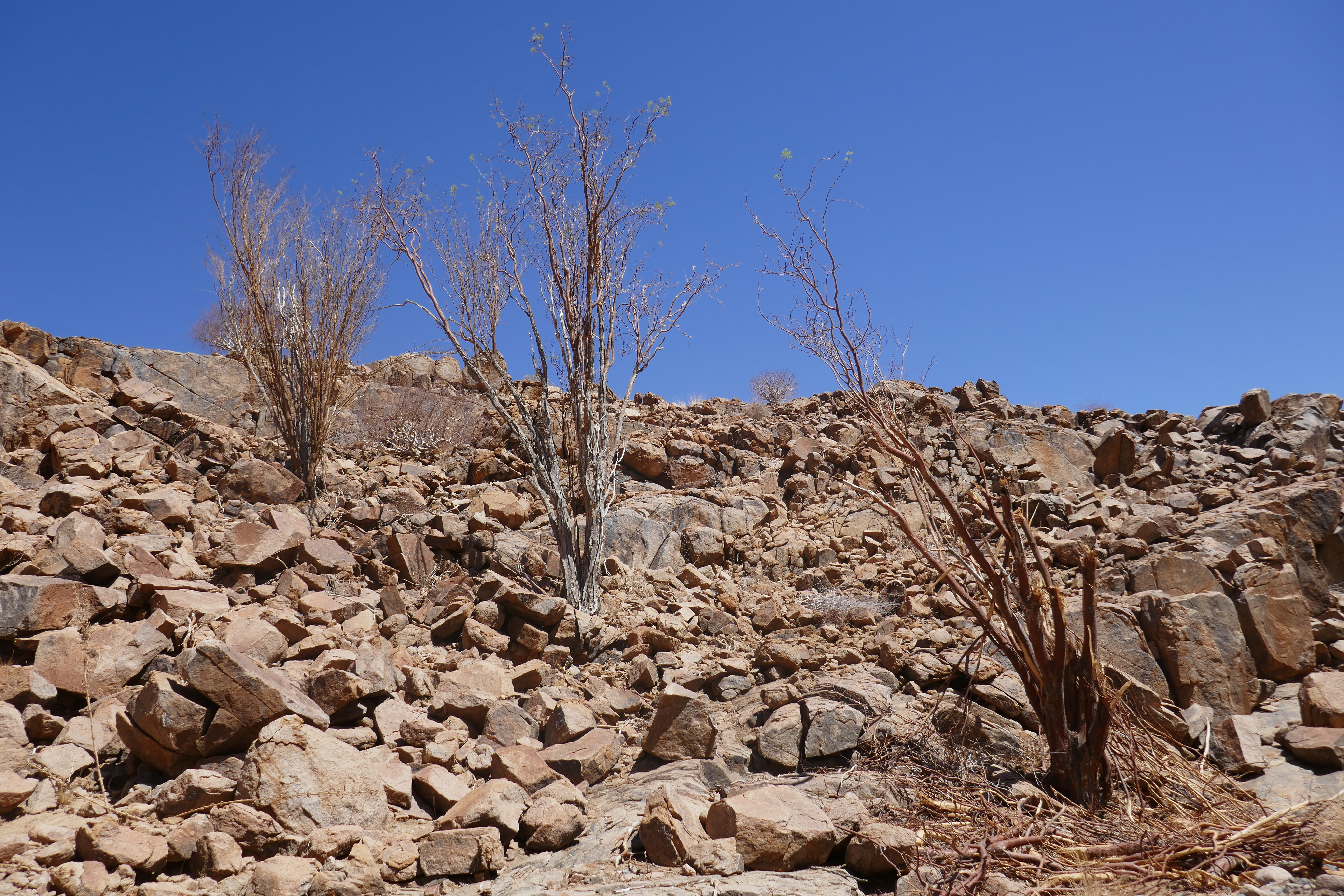
Senegalia montis-usti dans le massif du Brandberg (en novembre).

Pour les articles homonymes, voir Brandberg.
Acacia montis-usti · Acacia du Brandberg
Espèce
Synonymes
- Acacia montis-usti Merxm. & A.Schreib.

Classification APG III (2009)
Statut de conservation UICN

 NT  : Quasi menacé
Senegalia montis-usti, l'acacia du Brandberg, est une espèce de plantes à fleurs du genre Senegalia et de la famille des Fabaceae. C'est un arbre endémique de Namibie. Quasi menacé, il figure sur la liste rouge de l'UICN.